# Ministerialis
Ministerialis, i flertal ministeriales, var oprindeligt betegnelsen for ufrie hofembedsmænd i Frankerriget, hvor de blev brugt til vigtige forvaltningsopgaver. Efter lensystemets udbredelse begyndte begrebet at blive anvendt om de vasaler, som ikke blev bibeholdt gennem ridderlen. Med tiden begyndte ministerialerne dog også at modtage len, og blev derefter en særskilt klasse i ridderstanden. Siden 1100-tallet smeltede de de facto sammen med den egentlige adel. Ordet har samme etymologiske oprindelse som det moderne ord minister.